# Musée du Parfum (Cologne)
Pour les articles homonymes, voir Musée du parfum.
Le musée du Parfum de la Maison Farina (Duftmuseum im Farina-Haus) se trouve en face de l'hôtel de ville et proche du musée de Wallraf-Richartz & Fondation Corboud (Wallraf-Richartz Museum) à Cologne.

## Histoire
C'est dans le bâtiment rue Obenmarspforten que se trouve la parfumerie la plus ancienne du monde encore existante. Fondée en 1709, elle porte toujours le nom de Jean Marie Farina vis-à-vis de la place Julière (en allemand : Johann Maria Farina gegenüber dem Jülichs-Platz).
Le siège de l'entreprise se trouve d'ailleurs à la même adresse et ce depuis 1723. Réparti sur plusieurs étages, le musée présente les méthodes de production de l’Eau de Cologne, et ce dès les premières années. De nombreux appareils sont en exposition, et notamment ceux nécessaires à la distillation.  En plus de cela, dans le musée se trouvent de nombreux documents et images témoignant de l’histoire de l’Eau de Cologne au fil des décennies.
Cette histoire est marquée par un épisode particulièrement décisif : celui des imitations et des contrefaçons; les marques déposées n’étant pas encore d’actualité. Les différents flacons sont également exposés ainsi que la description de l'évolution des méthodes de production.
Le 25 novembre 2006, 240 ans après le décès de Jean Marie Farina, le musée fut élu "lieu des idées", et ce dans le cadre du projet du Président de la République fédérale  « L’Allemagne – Pays des idées »,.

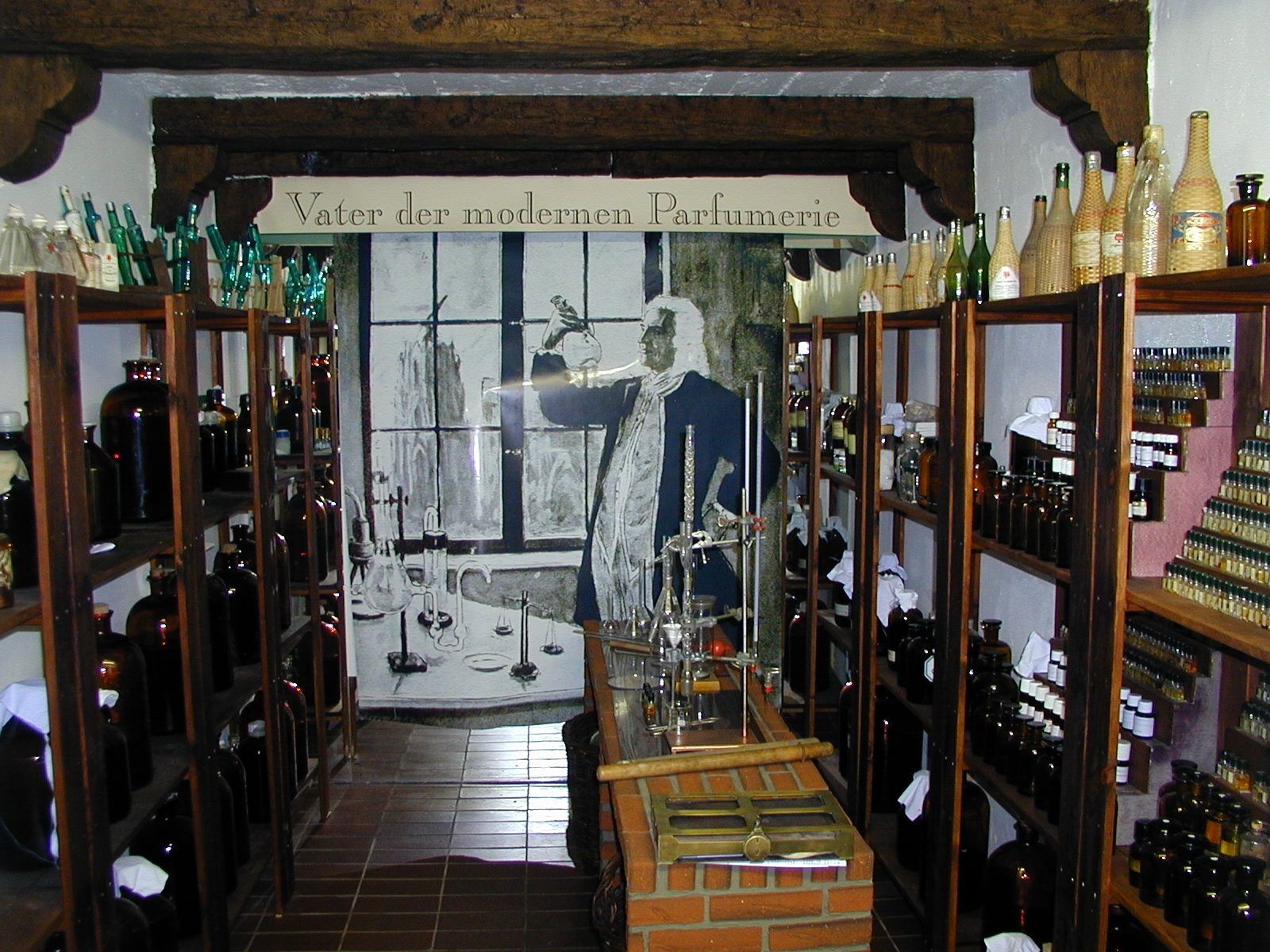
in den Kellergewölben des Duftmuseum

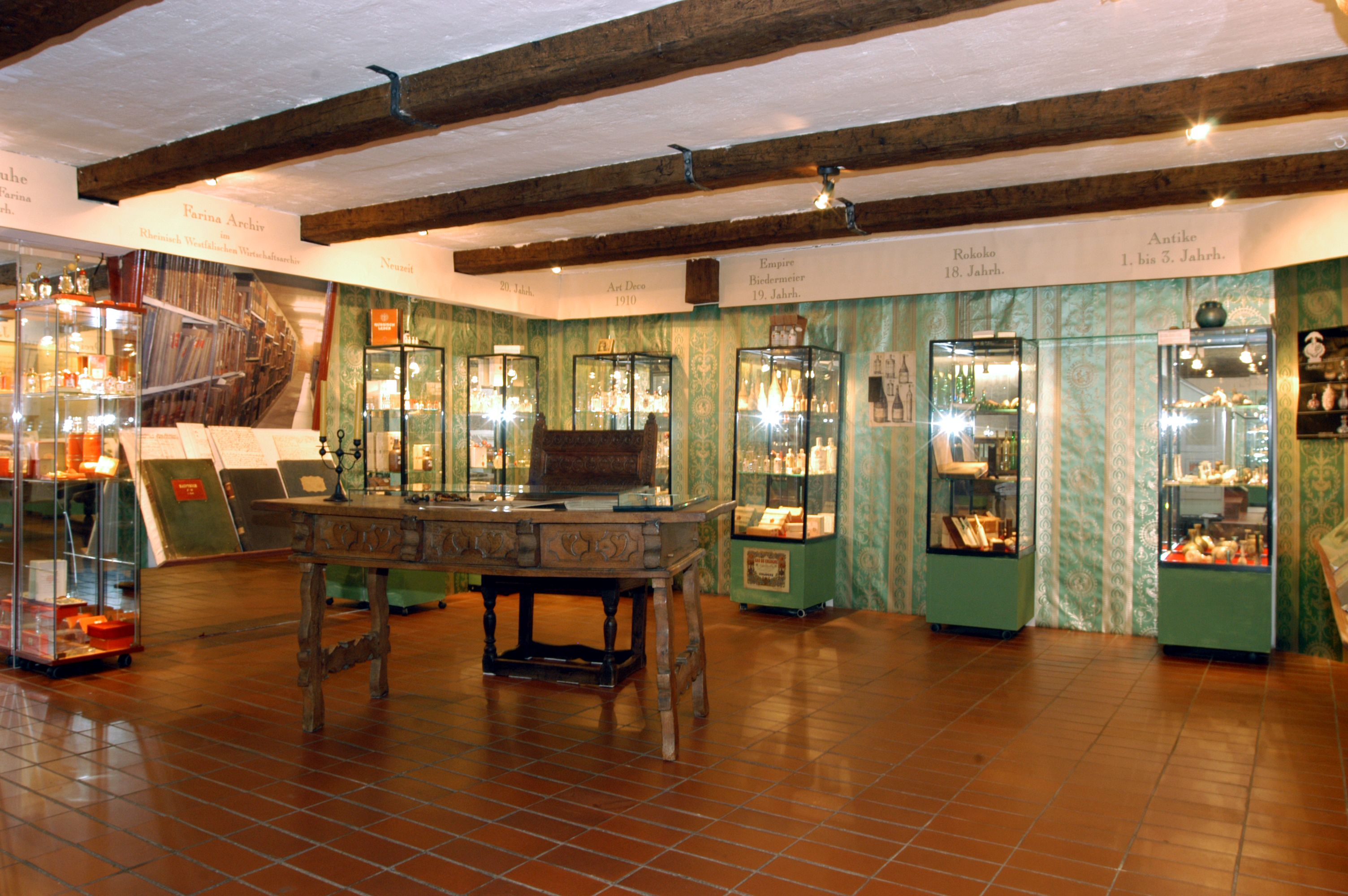
Vitrinen und Schreibtisch von 1723 in den Kellergewölben des Duftmuseum

## Sources
1. ↑  Auszeichnung „Ort des Tages“ in der Wettbewerbsreihe Deutschland Land der Ideen, auf land-der-ideen.de, abgerufen 13. Mai 2007
2. ↑  Kölns Duftmuseum im Projekt des Bundespräsident geehrt, Presseartikel auf koeln.de, abgerufen 13. Mai 2007

## Liens
- Site officiel du musée du parfum de la Maison Farina